# Manolo Caro (acteur)
Pour les articles homonymes, voir Caro.
Ne doit pas être confondu avec Manolo Caro (réalisateur).
Cet article possède un paronyme, voir Manolo Carot.
Manolo Caro, parfois crédité Manuel Caro, est un acteur espagnol.

## Biographie
Manolo Caro commence sa carrière d'acteur au théâtre pendant son adolescence à Séville, au collège des Pères Blancs. Il étudie l'interprétation à l'Institut du Théâtre de Séville et à Buenos Aires avec Carlos Gandolfo (es).
Il joue dans de nombreuses séries télévisées, notamment dans La Famille Serrano (Los Serrano, 2003-2005) et Sin tetas no hay paraíso (es) (2008-2009). Il est un serveur cubain dans le James Bond Meurs un autre jour (2002). De 2021 à 2024, il joue un ancien militaire affecté de bégaiement dans la série Entrevías.

## Filmographie partielle

### Au cinéma
- 1988 :  Pasodoble  : Cosme
- 1989 :  Bajarse al moro  : Soldado
- 1993 :  Dime una mentira  : Germán
- 1994 :  Sobre la tierra
- 1995 : Belmonte (es) de Juan Sebastián Bollaín (es) : Riverito
- 1995 :  El palomo cojo  : Novio 1º
- 1997 :  La pistola de mi hermano  : Agente Policía
- 1999 :  Shacky Carmine  : Kiko
- 2000 :  Gitano3  : Portero
- 2000 : El Bola  : Birras
- 2001 :  La mujer de mi vida  : Choni Two
- 2002 :  El alquimista impaciente  : Experto identificación
- 2002 : Meurs un autre jour  : Fidel, le serveur cubain
- 2003 :  Una pasión singular  : Doctor
- 2003 : Mortadel et Filemon de Javier Fesser : Macarra nº 1
- 2004 :  Al otro lado  : Trafficker
- 2005 :  15 días contigo  : Carrión
- 2005 : Camarón  : Juan Luis
- 2005 : Olé ! de Florence Quentin : le professeur de danse
- 2006 : Les Fantômes de Goya de  Miloš Forman : Familiar 2
- 2006 :  ¿Por qué se frotan las patitas?  : Guardia Civil 1
- 2015 :  A cambio de nada  : Empleado Motostión
- 2016 : La Résurrection du Christ de Kevin Reynolds : Suspect #2
- 2018 :  Jaulas  : Platillo
- 2019 : L'Échappée sauvage  : Tullido
- 2021 : Libertad  : Mercurio
- 2021 :  Hombre muerto no sabe vivir  : Maita
- 2025 : Hamburgo  (production achevée)

### À la télévision
- 2021-2024 : Entrevías : Sanchís (série télévisée, 30 épisodes)

## Récompenses et distinctions
Manolo Caro a remporté un prix et a été nommé à trois reprises.
Prix remportés
- Unión de Actores y Actrices : Prix de l'Union des acteurs espagnols 2023 : Meilleur acteur secondaire de télévision (Secundario TV - Categoría Masculina) pour son rôle de Sanchís dans Entrevías